# Asplenium basiscopicum
Asplenium basiscopicum là một loài dương xỉ trong họ Aspleniaceae. Loài này được R.C. Moran & Sundue mô tả khoa học đầu tiên năm 2004.